# The Killing of John Lennon
The Killing of John Lennon è un film del 2006 diretto da Andrew Piddington.
Film di produzione britannica, la pellicola è stata distribuita negli Stati Uniti solo nel 2008, ricevendo molta meno attenzione mediatica rispetto al contemporaneo film sullo stesso tema, Chapter 27, prodotto nel 2007.
Mentre Chapter 27 focalizza l'attenzione sui precedenti tre giorni trascorsi da Mark Chapman prima dell'omicidio di Lennon, questo film racconta i tre mesi antecedenti della vita dell'assassino, e contiene numerosi flashback, esplorando maggiormente l'ossessione di Chapman per il romanzo di J.D. Salinger Il giovane Holden e le connessioni venutesi a creare nella mente di Chapman tra il libro e le motivazioni dell'omicidio di Lennon.

## Distribuzione
Il film è stato trasmesso in prima visione TV in Italia sul canale digitale Rai 4 in prima serata mercoledì 8 dicembre 2010 in occasione del trentennale della scomparsa di Lennon. Successivamente è uscito in formato DVD per il mercato Home video.

## Frase di lancio italiana
«Ero nessuno finché non ho ucciso l'uomo più famoso della Terra».